# مفصل كروي حقي

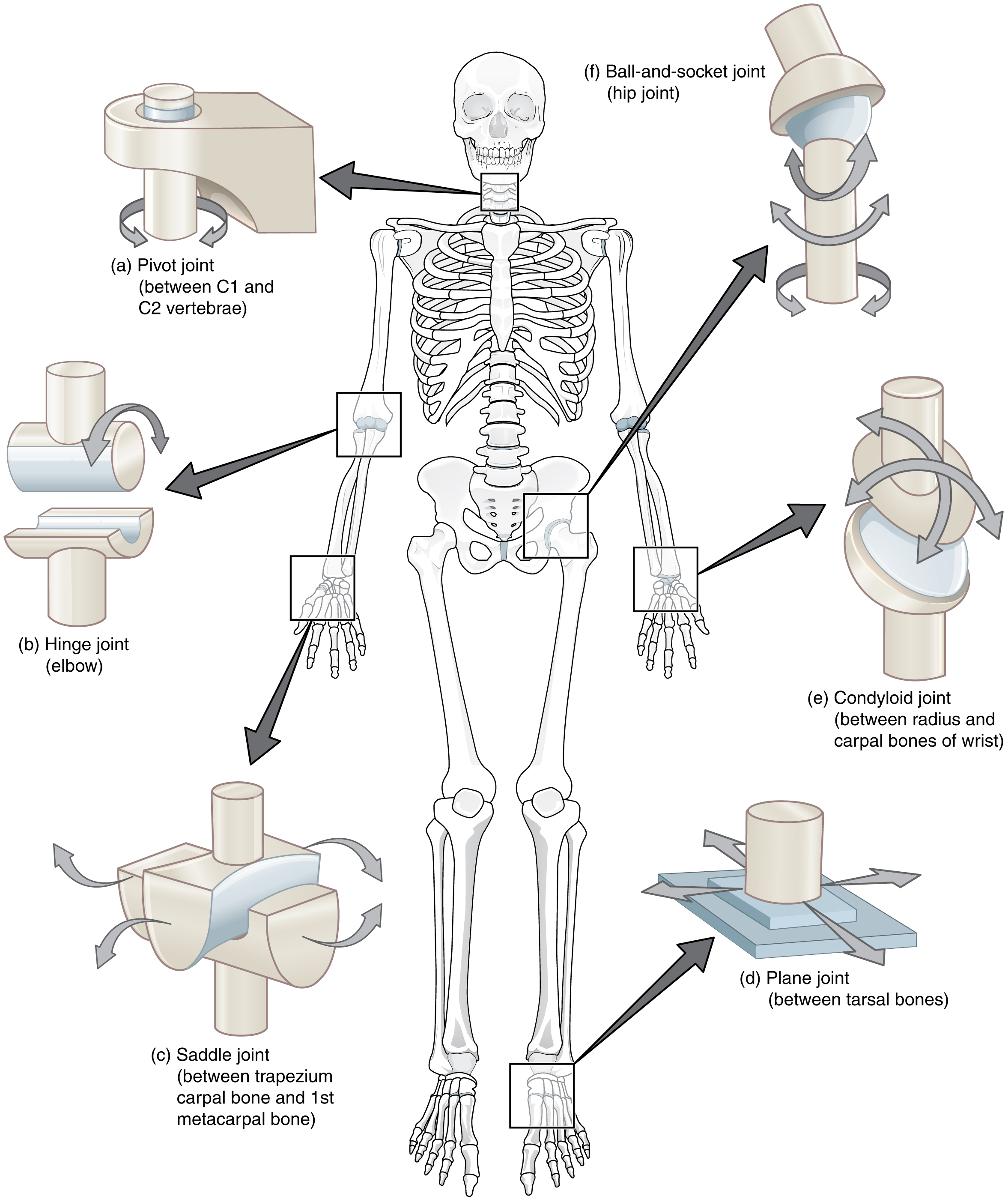
أنواع المفاصل الزلالية (Synovial joints) كما هي مُبيّنة على الرسم بعكس اتجاه عقارب الساعة ، وبدئاً من أعلى اليسار:
a-محوري Synovial joint
b-رزّي Hinge joint
c-سرجي saddle joint
d-مُسطّح Plane joint
e-لُقمي Condyloid joint
f-الكرة والتجويف ball and socket joint

المَفْصِلٌ الكروي الحُقِّيّ (بالإنجليزية: ball and socket joint)‏ أو المفصل شبه الكرويّ (بالإنجليزية: spheroidal joint)‏ هو مفصل زلالي، يكون فيه سطح أحد العظمين المتمفصلين كرويّ الشكل ليلائم الانخفاض العظمي على السطح الآخر المقابل له والكأسيّ الشكل (على شكل كأس أو حُقّ). العظم البعيد يقدر على الحركة حول عدد لا نهائي من المحاور التي لها مركز واحد مشترك بينهم. وذلك المفصل يُمكّن العظام من التحرك في العديد من المواضع (تقريباً جميع الاتجاهات).
المفصل الكروي (بالإنجليزية: enarthrosis)‏ هو نوع خاص من المفاصل الكروية ، حيث يُغطّي فيه التجويف أكثر من نصف الكرة (أكثر من خط استواء الكرة).

## أمثلة على المفصل
الأمثلة على هذا النوع من المفاصل تشمل:
- مفصل الورك: حيث يستقر الرأس الكروي لعظم الفخذ (الكرة) في داخل حُقّ الحوض (الغائر مثل الكوب).
- المفصل الحقاني العضدي للكتف (أو مفصل الكتف): حيث يستقر الرأس الكروي لعظم العضد (الكرة) في داخل الجوف الحقاني (الغائر مثل الكوب) لعظم الكتف.[4] يُلاحَظ أن بالكتف مفصل آخر هو المفصل القصي الترقوي و الذي هو نوع آخر من المفاصل (قرص مفصلي).

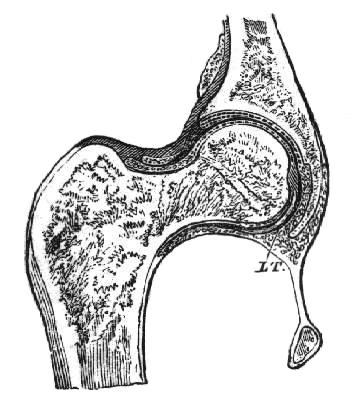
مفصل الوِرْك.
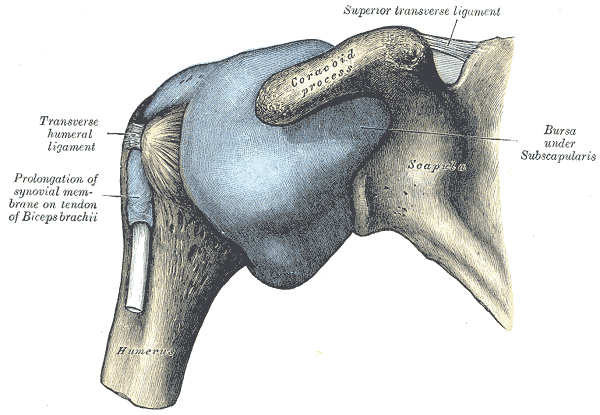
مفصل الكتف.
تفاصيل مفصل الورك. 1. عظم الفخذ 2. عنق عظم الفخذ 3. رأس عظم الفخذ 4. الحُقّ 5. شَفا الحُقّ 6. عظم الحوض
تفاصيل مفصل الورك.
مفصل الكتف.
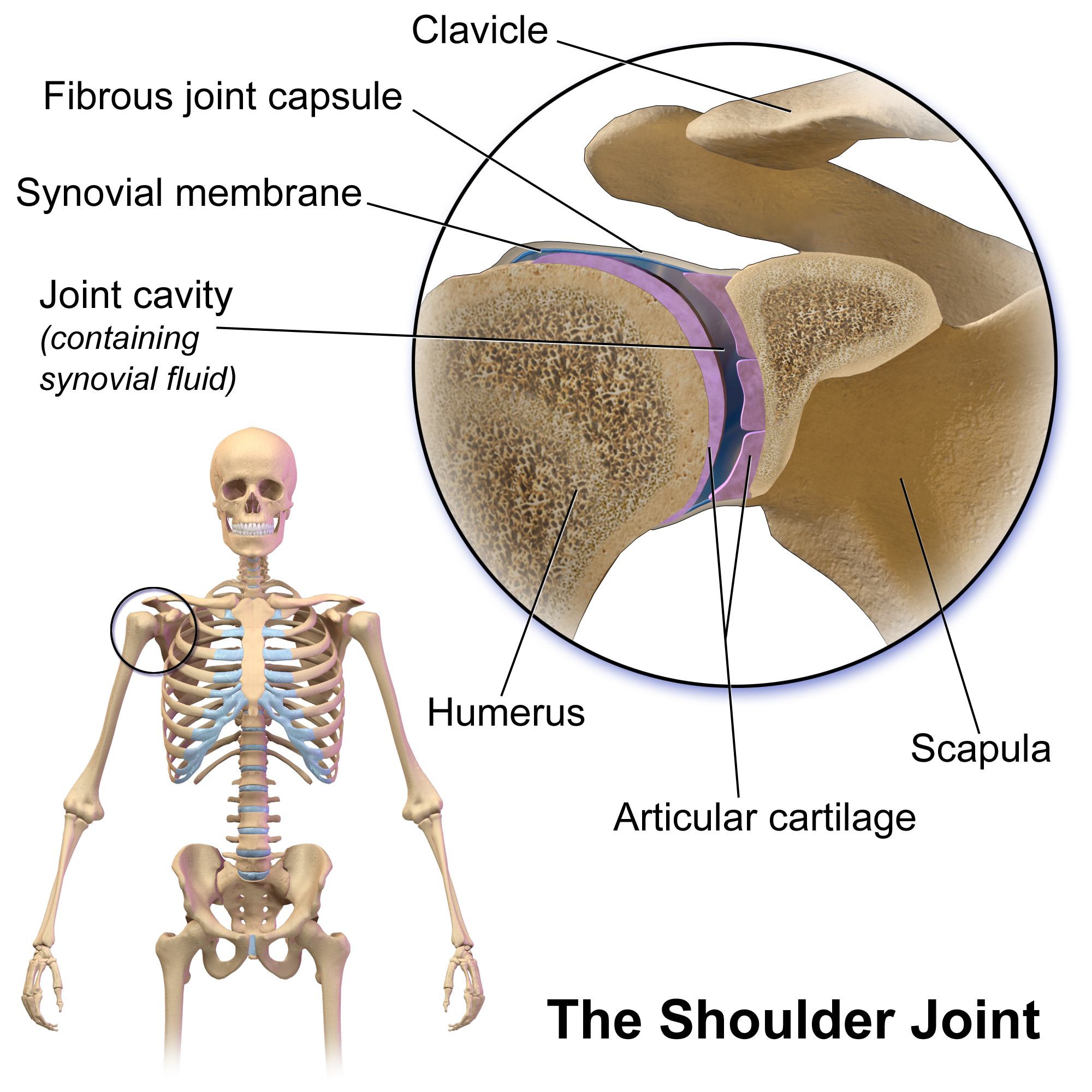
مفصل الكتف.
 1. عظم الفخذ
 2. عنق عظم الفخذ 
 3. رأس عظم الفخذ 
 4. الحُقّ
 5. شَفا الحُقّ 
 6. عظم الحوض
- مفصل الكتف.
- مفصل الكتف.
- مفصل الكتف.

## أمثلة أخرى

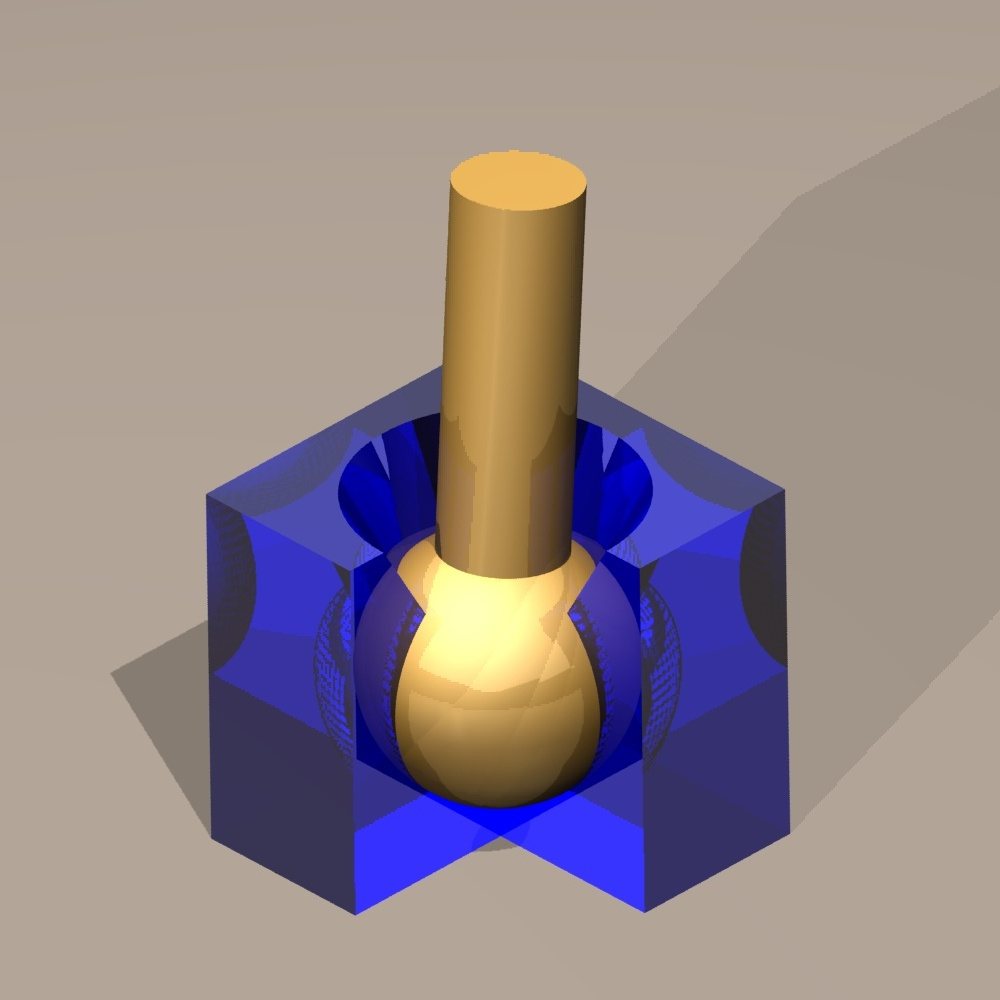
مفصل كروي حُقّي.
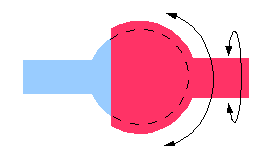
مفصل كروي حُقّي.